# ريدان
ريدان بلدية بدائرة سور الغزلان ولاية البويرة الجزائرية تقع في الجنوب الغربي للولاية ناحية شلالة العذاورة .
ريدان بلدية فتية أنشئت إثر التقسيم الإداري الجديد لسنة 1984 م وهي تابعة إقليميا لولاية البويرة وتبعد عنها بحوالي 80 كلم .

## الموقع الجغرافي
بلدية ريدان يحدها من :
- الشمال : بلدية جواب(المدية).
- الغرب : بلدية سيدي زهار(المدية).
- الجنوب : بلدية شلالة العذاورة(المدية) .
- الشمال الشرقي : بلدية الدشمية.
- الشرق : بلدية المعمورة.

## مواضيع ذات صلة
- بلديات ولاية البويرة
- دوائر ولاية البويرة